# Andreas Schmid Logistik
Die Andreas Schmid Group ist ein Logistikunternehmen mit Hauptsitz in Gersthofen im Landkreis Augsburg, Bayern. Zur Unternehmensgruppe gehören aktuell vier Geschäftsbereiche: die Spedition, die Kontraktlogistik, der Personaldienstleister A/S Logcare und die Werbeagentur media.d.sign. Das Innovation-Lab AS Lab ist eine Schwestergesellschaft der Gruppe.
Das Unternehmen hat insgesamt 1.600 Mitarbeitern, wovon 60 Auszubildende sind (Stand 2023) und erzielte im Jahr 2022 einen konsolidierten Umsatz von 185 Mio. €.

## Geschichte des Unternehmens
1928 gründete Andreas Schmid in Augsburg das gleichnamige Transportunternehmen. Was als klassisches Fuhrunternehmen begann, entwickelte sich unter der Führung der Tochter des Firmengründers, Vevi Kolb, zu einem großen Speditionsunternehmen in Bayerisch-Schwaben. Das Wachstum des Unternehmens machte schon bald einen Umzug auf ein größeres Areal in die Augsburger Straße in Gersthofen nötig. Der heutige Firmensitz in der Andreas-Schmid-Straße (Gersthofen) wurde im Jahr 1980 bezogen. 2001 erfolgte die Umwandlung der Firmengruppe in eine AG.
Ein erster großer Schritt auf dem Weg der Internationalisierung war 1946 die Umwandlung des Transportunternehmens in die Internationale Spedition Andreas Schmid.
Im Jahr 1988 zählte das Unternehmen Andreas Schmid zu insgesamt 24 Spediteuren, die German Parcel gründeten. Seit der Übernahme durch die Royal Mail gehört diese Firma zu GLS.
Aufgrund des kontinuierlichen Wachstums des Familienunternehmens wurde die ehemalige GmbH 2001 in eine AG umgewandelt. Im Bereich der Spedition wurde 2008 die Treffer Transport GmbH mit ihrem Standort in Buchdorf in die Transporteinheit der Andreas Schmid AG eingegliedert.
Im Rahmen einer Neustrukturierung wurden alle Geschäftsbereiche 2019 zur jetzigen Andreas Schmid Group zusammengefasst.

## Standorte
Seit 1980 befindet sich der Hauptsitz des Unternehmens in Gersthofen. Auf insgesamt 340.000 m2, von welchen 260.000 m2 Logistikfläche sind, bietet Andreas Schmid an über 30 Standorten in Deutschland, Tschechien, Ungarn, Rumänien und der Slowakei ein vielfältiges Dienstleistungsangebot an.
Um die internationale Expansion in Angriff zu nehmen, wurde 2006 ein erstes Logistik-Center in Kadaň (Tschechien) eröffnet. Es erfolgte die Gründung weiterer Standorte in Bor und in Prag (2020) sowie in Kecskemét, Ungarn (2022) und Arad, Rumänien (2022). Im Jahr 2023 wurde in Bratislava, Slowakei ein weiterer Standort eröffnet.  

## Geschäftsbereiche
Die Andreas Schmid Group umfasst fünf Geschäftsbereiche:
- Spedition: Die Spedition bietet weltweite Beschaffungs- und Distributionslogistiklösungen sowie Express- und Kurierdienste, Dokumentenservice und Zollabwicklungen.
- Kontraktlogistik: Dieser Bereich umfasst Lager- und Logistiklösungen mit Fokus auf Projektmanagement, Mehrwertdienstleistungen und E-Commerce-Aufträgen.
- A/S Logcare: Als Personaldienstleister bietet A/S Logcare Personalmanagement, Personalvermittlung, Arbeitnehmerüberlassung und Bewerbermanagement für logistikbezogene Positionen.
- AS Lab: Das Innovationslab investiert in logistiknahe Start-ups, treibt die digitale Transformation der Unternehmensgruppe voran und arbeitet an Innovationen für die Logistik.
- media.d.sign: Die Medienagentur entwickelt kreative Strategien und Konzepte für Commercial Content Kampagnen in verschiedenen Medien, einschließlich Print, Digital, Mobile, und Social Media, basierend auf Marktanalysen und Technologie-Trends.[4]

## Netzwerke
Die Andreas Schmid Group ist Gesellschafter der IDS-Netzwerkkooperation. IDS ist ein deutsches Logistiknetzwerk für Gütertransporte mit 50 Standorten in Deutschland und europaweiten Franchise-Niederlassungen für Transporte innerhalb Europas. Außerdem gehört die Andreas Schmid Group dem Cargoline-Netzwerk an und ist Mitglied der ELVIS AG, einer europaweiten Kooperation mittelständischer Transportunternehmen mit über 16.000 LKW.